# Lekkoatletyka na Letnich Igrzyskach Olimpijskich 1928 – sztafeta 4 × 100 m mężczyzn
Bieg sztafetowy 4 × 100 metrów mężczyzn – był jedną z konkurencji lekkoatletycznych rozgrywanych podczas igrzysk olimpijskich w Amsterdamie. Zawody odbyły się 4 i 5 sierpnia 1928 roku.

## Wyniki

### Runda eliminacyjna
Po dwie najlepsze drużyny z każdego biegu zakwalifikowały się do finałów.
Bieg 1
| Pozycja | Państwo         | Zawodnicy                                                                      | Czas | Uwagi |
| ------- | --------------- | ------------------------------------------------------------------------------ | ---- | ----- |
| 1.      | Kanada          | Ralph Adams, John Fitzpatrick, George Hester, Percy Williams                   | 42,2 | Q     |
| 2.      | Wielka Brytania | Cyril Gill, Edward Smouha, Walter Rangeley, Jack London                        | 43,5 | Q     |
| 3.      | Włochy          | Giuseppe Castelli, Franco Reyser, Edgardo Toetti, Enrico Torre                 | b.d. |       |
| 4.      | Grecja          | Vangelis Moiropoulos, Konstantinos Petridis, Angelos Lambrou, Renos Frangoudis | 44,0 |       |
| 5.      | Hiszpania       | Juan Serrahima, Diego Ordóñez, Fernando Muñagorri, Enrique de Chávarri         | b.d. |       |

Bieg 2
| Pozycja | Państwo | Zawodnicy                                                     | Czas | Uwagi |
| ------- | ------- | ------------------------------------------------------------- | ---- | ----- |
| 1.      | Francja | André Cerbonney, Gilbert Auvergne, André Dufau, André Mourlon | 41,8 | Q     |
| 2.      | Niemcy  | Georg Lammers, Richard Corts, Hubert Houben, Helmut Körnig    | b.d. | Q     |
| 3.      | Belgia  | Paul Brochart, Fred Zinner, Adolphe Groscol, Willy Dujardin   | b.d. |       |

Bieg 3
| Pozycja | Państwo           | Zawodnicy                                                         | Czas | Uwagi |
| ------- | ----------------- | ----------------------------------------------------------------- | ---- | ----- |
| 1.      | Stany Zjednoczone | Frank Wykoff, James Quinn, Charles Borah, Henry Russell           | 41,2 | Q     |
| 2.      | Szwajcaria        | Emmanuel Goldsmith, Willy Weibel, Willy Tschopp, Hans Niggl       | 42,6 | Q     |
| 3.      | Japonia           | Iwao Aizawa, Seishichi Inuma, Shigetoshi Osawa, Chūhei Nambu      | b.d. |       |
| 4.      | Turcja            | Semih Türkdoğan, Şinasi Şahingiray, Haydar Aşan, Mehmet Ali Aybar | b.d. |       |
| -       | Węgry             | Ferenc Gerő, János Paizs, István Sugár, István Raggambi           | DSQ  |       |

### Final
| Pozycja | Państwo           | Zawodnicy                                                     | Czas | Uwagi |
| ------- | ----------------- | ------------------------------------------------------------- | ---- | ----- |
| złoto   | Stany Zjednoczone | Frank Wykoff, James Quinn, Charles Borah, Henry Russell       | 41,0 | =     |
| srebro  | Niemcy            | Georg Lammers, Richard Corts, Hubert Houben, Helmut Körnig    | 41,2 |       |
| brąz    | Wielka Brytania   | Cyril Gill, Edward Smouha, Walter Rangeley, Jack London       | 41,8 |       |
| 4.      | Francja           | André Cerbonney, Gilbert Auvergne, André Dufau, André Mourlon | 42,0 |       |
| 5.      | Szwajcaria        | Emmanuel Goldsmith, Willy Weibel, Willy Tschopp, Hans Niggl   | 42,6 |       |
| 6.      | Kanada            | Ralph Adams, John Fitzpatrick, George Hester, Percy Williams  | DSQ  |       |